# Aedes meirai
Aedes meirai är en tvåvingeart som beskrevs av Ribeiro, Ramos, Capela och Pires 1980. Aedes meirai ingår i släktet Aedes och familjen stickmyggor. Inga underarter finns listade i Catalogue of Life.